# Saint-Just-Malmont
Pour les articles homonymes, voir Saint-Just et Mont Blanc.
Saint-Just-Malmont est une commune française située dans le département de la Haute-Loire en région Auvergne-Rhône-Alpes.
Ses habitants sont appelés les Saintjustaires.

## Géographie

### Localisation
La commune de Saint-Just-Malmont se trouve dans le département de la Haute-Loire, en région Auvergne-Rhône-Alpes.
Elle se situe à 65 km par la route du Puy-en-Velay, préfecture du département, à 40 km d'Yssingeaux, sous-préfecture, et à 19 km d'Aurec-sur-Loire, bureau centralisateur du canton d'Aurec-sur-Loire dont dépend la commune depuis 2015 pour les élections départementales.
Les communes les plus proches sont : 
Jonzieux (4,8 km), Saint-Ferréol-d'Auroure (4,9 km), Saint-Didier-en-Velay (5,0 km), Pont-Salomon (5,1 km), Saint-Romain-les-Atheux (5,3 km), Saint-Victor-Malescours (5,3 km), Firminy (5,8 km), Le Chambon-Feugerolles (6,4 km).
|                       | Le Chambon-Feugerolles Loire |                               |
| Firminy Loire         | Saint-Just-Malmont           | Saint-Romain-les-Atheux Loire |
| Saint-Didier-en-Velay | Saint-Victor-Malescours      | Jonzieux Loire                |

### Climat
Pour des articles plus généraux, voir Climat d'Auvergne-Rhône-Alpes et Climat de la Haute-Loire.
En 2010, le climat de la commune est de type climat des marges montargnardes, selon une étude du Centre national de la recherche scientifique s'appuyant sur une série de données couvrant la période 1971-2000. En 2020, Météo-France publie une typologie des climats de la France métropolitaine dans laquelle la commune est exposée à un climat de montagne ou de marges de montagne et est dans la région climatique Nord-est du Massif Central, caractérisée par une pluviométrie annuelle de 800 à 1 200 mm, bien répartie dans l’année.
Pour la période 1971-2000, la température annuelle moyenne est de 9,1 °C, avec une amplitude thermique annuelle de 16,3 °C. Le cumul annuel moyen de précipitations est de 909 mm, avec 10 jours de précipitations en janvier et 7,2 jours en juillet. Pour la période 1991-2020, la température moyenne annuelle observée sur la station météorologique de Météo-France la plus proche, « Saint-Romain-Lachalm », sur la commune de Saint-Romain-Lachalm à 8 km à vol d'oiseau, est de 9,2 °C et le cumul annuel moyen de précipitations est de 923,5 mm,. Pour l'avenir, les paramètres climatiques de la commune estimés pour 2050 selon différents scénarios d'émission de gaz à effet de serre sont consultables sur un site dédié publié par Météo-France en novembre 2022.

## Urbanisme

### Typologie
Au 1er janvier 2024, Saint-Just-Malmont est catégorisée bourg rural, selon la nouvelle grille communale de densité à sept niveaux définie par l'Insee en 2022.
Elle appartient à l'unité urbaine de Saint-Just-Malmont, une unité urbaine monocommunale constituant une ville isolée,. Par ailleurs la commune fait partie de l'aire d'attraction de Saint-Étienne, dont elle est une commune de la couronne,. Cette aire, qui regroupe 105 communes, est catégorisée dans les aires de 200 000 à moins de 700 000 habitants,.

### Occupation des sols
L'occupation des sols de la commune, telle qu'elle ressort de la base de données européenne d’occupation biophysique des sols Corine Land Cover (CLC), est marquée par l'importance des forêts et milieux semi-naturels (48 % en 2018), en diminution par rapport à 1990 (50 %). La répartition détaillée en 2018 est la suivante : 
forêts (48 %), prairies (34,6 %), zones urbanisées (8,8 %), zones agricoles hétérogènes (7,5 %), mines, décharges et chantiers (1,1 %). L'évolution de l’occupation des sols de la commune et de ses infrastructures peut être observée sur les différentes représentations cartographiques du territoire : la carte de Cassini (XVIIIe siècle), la carte d'état-major (1820-1866) et les cartes ou photos aériennes de l'IGN pour la période actuelle (1950 à aujourd'hui).

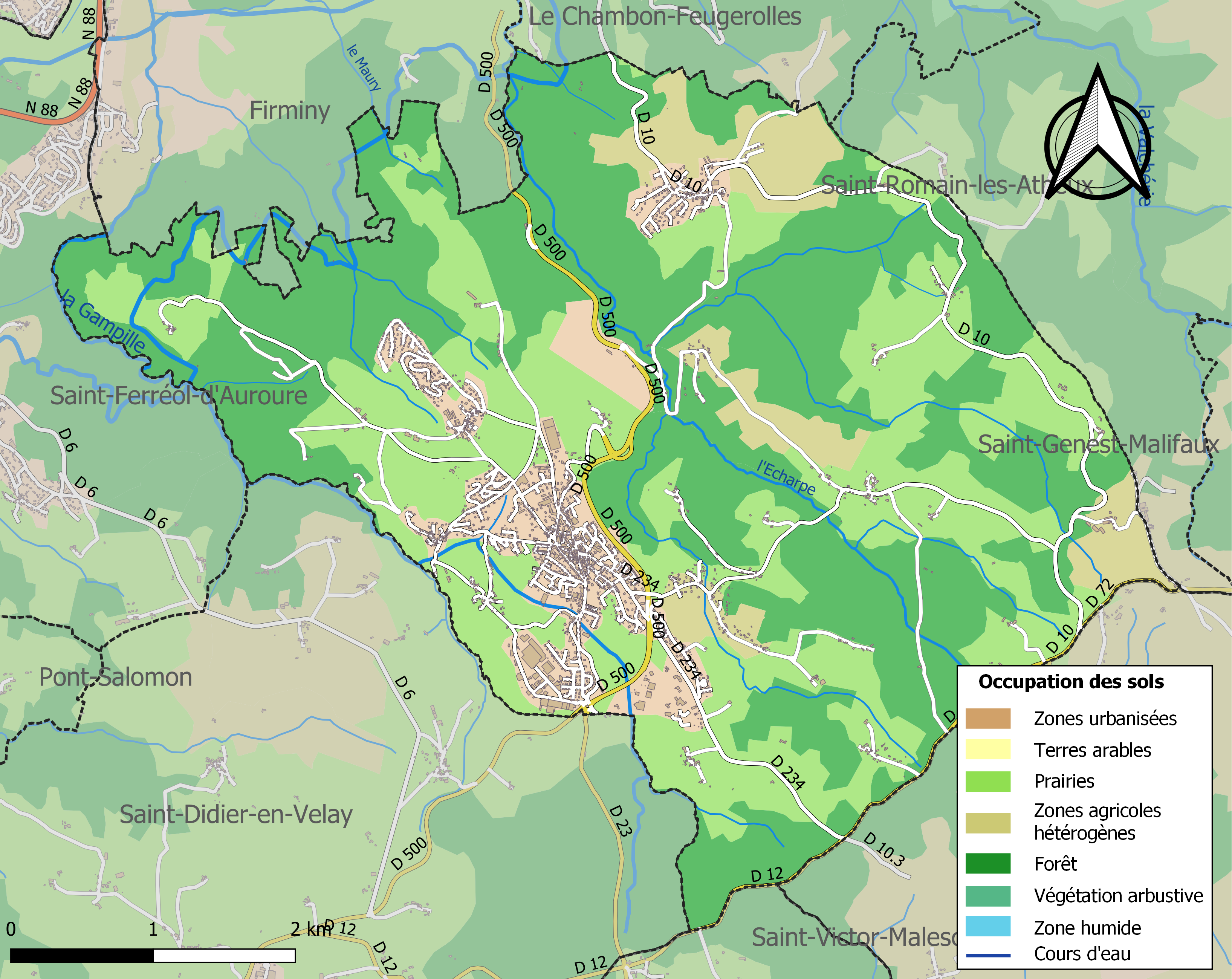
Carte des infrastructures et de l'occupation des sols de la commune en 2018 (CLC).

### Habitat et logement
En 2018, le nombre total de logements dans la commune était de 2 032, alors qu'il était de 1 934 en 2013 et de 1 857 en 2008.
Parmi ces logements, 85,9 % étaient des résidences principales, 4 % des résidences secondaires et 10,1 % des logements vacants. Ces logements étaient pour 75,4 % d'entre eux des maisons individuelles et pour 24,4 % des appartements.
Le tableau ci-dessous présente la typologie des logements à Saint-Just-Malmont en 2018 en comparaison avec celle de la Haute-Loire et de la France entière. Une caractéristique marquante du parc de logements est ainsi une proportion de résidences secondaires et logements occasionnels (4 %) inférieure à celle du département (16,1 %) mais supérieure à celle de la France entière (9,7 %). Concernant le statut d'occupation de ces logements, 75,5 % des habitants de la commune sont propriétaires de leur logement (74,1 % en 2013), contre 70 % pour la Haute-Loire et 57,5 pour la France entière.
| Typologie                                               | Saint-Just-Malmont | Haute-Loire | France entière |
| ------------------------------------------------------- | ------------------ | ----------- | -------------- |
| Résidences principales (en %)                           | 85,9               | 71,5        | 82,1           |
| Résidences secondaires et logements occasionnels (en %) | 4                  | 16,1        | 9,7            |
| Logements vacants (en %)                                | 10,1               | 12,4        | 8,2            |

## Toponymie
Les noms qu'elle porte depuis sa fondation sont : Saint-Just-lès-Velay ou -en-Jarez, Saint-Just-sur-Firminy.
Au cours de la période révolutionnaire de la Convention nationale (1792-1795), la commune a porté le nom de Mont-Blanc.

## Histoire
La commune, occupée dès la période celtique comme l'atteste la pierre Saint-Martin, abrite l'ancienne église, qui aurait été construite au XIe siècle. Celle-ci se trouve au même emplacement que l'église actuelle de style roman, datant de 1932.

## Politique et administration

### Découpage territorial
La commune de Saint-Just-Malmont est membre de la communauté de communes Loire et Semène, un établissement public de coopération intercommunale (EPCI) à fiscalité propre créé le 28 décembre 2000 dont le siège est à La Séauve-sur-Semène. Ce dernier est par ailleurs membre d'autres groupements intercommunaux.
Sur le plan administratif, elle est rattachée à l'arrondissement d'Yssingeaux, au département de la Haute-Loire, en tant que circonscription administrative de l'État, et à la région Auvergne-Rhône-Alpes.
Sur le plan électoral, elle dépend du canton d'Aurec-sur-Loire pour l'élection des conseillers départementaux, depuis le redécoupage cantonal de 2014 entré en vigueur en 2015, et de la première circonscription de la Haute-Loire   pour les élections législatives, depuis le redécoupage électoral de 1986.

### Liste des maires
| Période                                  | Période                       | Identité                              | Étiquette | Qualité |
| ---------------------------------------- | ----------------------------- | ------------------------------------- | --------- | --- |
| Les données manquantes sont à compléter. |                               |                                       |           | |
| 1888                                     | 1894                          | Pierre Moulin (1850-1933)             |           | Industriel |
| ?                                        | ?                             | Jean-Baptiste de Lagrevol (1847-1905) |           | |
| ?                                        | ?                             | François Brun (1876-1945)             |           | Fabricant de rubans Conseiller d'arrondissement (1931 → 1940)                                                                               |
| Les données manquantes sont à compléter. |                               |                                       |           | |
| mars 1965                                | mars 1971                     | Marc Pays (1929-2012)                 |           | Industriel |
| avant 1981                               | mars 1983                     | Claudius Cheynet                      |           | Chef d'entreprise |
| mars 1983                                | 1er juillet 1998              | Pierre Royon (1930-1998)              | DVD       | Décédé en fonction |
| 1998                                     | mars 2001                     | Philippe Michel                       | DVD       | |
| mars 2001                                | juin 2005                     | Adrien Glasian                        | DVD       | |
| juin 2005                                | 3 mai 2009                    | Bernard-Christian Granger             | PS        | Élu à la suite d'une élection municipale partielle                                                                                          |
| 3 mai 2009                               | En cours (au 13 juillet 2020) | Frédéric Girodet                      | DVD       | Artisan transporteur Président de la CC Loire et Semène (2014 → ) Élu à la suite d'une élection municipale partielle, réélu en 2014 et 2020 |

## Population et société

### Démographie

#### Évolution démographique
L'évolution du nombre d'habitants est connue à travers les recensements de la population effectués dans la commune depuis 1793. Pour les communes de moins de 10 000 habitants, une enquête de recensement portant sur toute la population est réalisée tous les cinq ans, les populations de référence des années intermédiaires étant quant à elles estimées par interpolation ou extrapolation. Pour la commune, le premier recensement exhaustif entrant dans le cadre du nouveau dispositif a été réalisé en 2005.

En 2022, la commune comptait 4 220 habitants, en évolution de +1,32 % par rapport à 2016 (Haute-Loire : +0,36 %, France hors Mayotte : +2,11 %).
| 1793  | 1800  | 1806  | 1821  | 1831  | 1836  | 1841  | 1846  | 1851  |
| ----- | ----- | ----- | ----- | ----- | ----- | ----- | ----- | ----- |
| 1 507 | 1 329 | 1 624 | 1 662 | 1 854 | 1 841 | 1 796 | 1 761 | 1 940 |

| 1856  | 1861  | 1866  | 1872  | 1876  | 1881  | 1886  | 1891  | 1896  |
| ----- | ----- | ----- | ----- | ----- | ----- | ----- | ----- | ----- |
| 2 253 | 2 043 | 2 086 | 2 036 | 2 014 | 2 092 | 2 427 | 2 632 | 3 203 |

| 1901  | 1906  | 1911  | 1921  | 1926  | 1931  | 1936  | 1946  | 1954  |
| ----- | ----- | ----- | ----- | ----- | ----- | ----- | ----- | ----- |
| 3 378 | 3 574 | 3 436 | 2 940 | 2 676 | 2 510 | 2 329 | 2 087 | 2 242 |

| 1962  | 1968  | 1975  | 1982  | 1990  | 1999  | 2005  | 2006  | 2010  |
| ----- | ----- | ----- | ----- | ----- | ----- | ----- | ----- | ----- |
| 2 217 | 2 346 | 2 485 | 2 885 | 3 668 | 3 951 | 4 166 | 4 152 | 4 126 |

| 2015  | 2020  | 2022  | - | - | - | - | - | - |
| ----- | ----- | ----- | - | - | - | - | - | - |
| 4 147 | 4 240 | 4 220 | - | - | - | - | - | - |

La ville connaît une croissance démographique très importante depuis une vingtaine d'années. Le solde migratoire est, en effet, très positif. Le phénomène de périurbanisation autour de l'agglomération stéphanoise en est la première cause.

#### Pyramide des âges
La population de la commune est relativement jeune.
En 2018, le taux de personnes d'un âge inférieur à 30 ans s'élève à 33,4 %, soit au-dessus de la moyenne départementale (31 %). À l'inverse, le taux de personnes d'âge supérieur à 60 ans est de 27,2 % la même année, alors qu'il est de 31,1 % au niveau départemental.
En 2018, la commune comptait 2 081 hommes pour 2 128 femmes, soit un taux de 50,56 % de femmes, légèrement inférieur au taux départemental (50,87 %).
Les pyramides des âges de la commune et du département s'établissent comme suit.
| Hommes | Classe d’âge | Femmes |
| ------ | ------------ | ------ |
| 0,3    | 90 ou +      | 1,7    |
| 6,1    | 75-89 ans    | 8,7    |
| 18,2   | 60-74 ans    | 19,2   |
| 22,4   | 45-59 ans    | 19,6   |
| 18,1   | 30-44 ans    | 18,7   |
| 15,8   | 15-29 ans    | 13,3   |
| 19,1   | 0-14 ans     | 18,7   |

| Hommes | Classe d’âge | Femmes |
| ------ | ------------ | ------ |
| 0,9    | 90 ou +      | 2,5    |
| 8,4    | 75-89 ans    | 11,7   |
| 20,4   | 60-74 ans    | 20,5   |
| 21,3   | 45-59 ans    | 20,3   |
| 16,8   | 30-44 ans    | 16,3   |
| 15,2   | 15-29 ans    | 13,2   |
| 17     | 0-14 ans     | 15,6   |

### Sports

#### Foot

##### Histoire récente
Le club de l'AS Saint-Didier Saint-Just-Malmont qui évolue au premier niveau de la ligue Auvergne/Rhône-Alpes lors de la saison 2018-2019 après une création récente. Ce club poursuit la tradition des clubs de Saint-Didier/Saint-Just-Malmont qui ont toujours été des places fortes du foot en Haute-Loire. Lors de la saison 2018-2019 le club finit 3e de sa poule entre le club de l'U.S. Maringues et celui de la Talaudière avec 42 pts (12V 6N 2D), ils auront été la seule équipe à battre l'Etrat la Tour lors de cette saison de championnat.
Son équipe 2 évolue en Distrcit 4, lors de la saison 2018-2019 l'équipe finit 6e de sa poule sur 12. L'équipe semble être parmi les favoris pour accéder à la division supérieure en 2019-2020.

##### Une évolution?
Ce club a été créé dans des conditions difficiles, et bien que l'équipe fanion évolue à un niveau honorable, elle manque cruellement de financement, ses perspectives d'évolutions sont donc très restreintes.
Le club est restreint par l'influence du club du Haut Pilat Interfoot, évoluant dans la Loire avec son siège à  Saint Genest Malifaux et évoluant dans la Loire mais privant le club altiligérien de certaines infrastructures. Ce second club ligérien prive le club altiligérien de l'ASSDJ de nombres de licenciés, qui évolue avec le HPI. En effet, bien que l'ASSDJ évolue 4 divisions au-dessus de l'équipe du HPI, ce club ne compte que peu de licenciés notamment chez les jeunes. On note depuis deux, trois ans que cette situation semble changer ainsi le club altiligérien semble se développer alors que son voisin du HPI stagne dans le ventre mou du classement en District 3.

## Économie
La ville a historiquement une activité de fabrication de rubans, 3 fabriques sont présentes dans la commune.
En 2019, les locaux du rubannier Cheynet ont été repris par la SOFAMA (Yssingeaux, fabrication d'articles de voyage, de maroquinerie et de sellerie).

### Revenus
En 2018, la commune compte 1 688 ménages fiscaux, regroupant 4 151 personnes. La médiane du revenu disponible par unité de consommation est de 21 940 € (20 800 € dans le département). 50 % des ménages fiscaux sont imposés (42,8 % dans le département).

### Emploi
| Division       | 2008  | 2013  | 2018  |
| -------------- | ----- | ----- | ----- |
| Commune        | 6,1 % | 8,3 % | 7,6 % |
| Département    | 6,3 % | 7,7 % | 7,7 % |
| France entière | 8,3 % | 10 %  | 10 %  |

En 2018, la population âgée de 15 à 64 ans s'élève à 2 588 personnes, parmi lesquelles on compte 76,6 % d'actifs (69 % ayant un emploi et 7,6 % de chômeurs) et 23,4 % d'inactifs,. Depuis 2008, le taux de chômage communal (au sens du recensement) des 15-64 ans est inférieur à celui de la France et du département.
La commune fait partie de la couronne de l'aire d'attraction de Saint-Étienne, du fait qu'au moins 15 % des actifs travaillent dans le pôle,. Elle compte 1 330 emplois en 2018, contre 1 657 en 2013 et 1 674 en 2008. Le nombre d'actifs ayant un emploi résidant dans la commune est de 1 793, soit un indicateur de concentration d'emploi de 74,2 % et un taux d'activité parmi les 15 ans ou plus de 58,3 %.
Sur ces 1 793 actifs de 15 ans ou plus ayant un emploi, 358 travaillent dans la commune, soit 20 % des habitants. Pour se rendre au travail, 92,6 % des habitants utilisent un véhicule personnel ou de fonction à quatre roues, 0,8 % les transports en commun, 3,6 % s'y rendent en deux-roues, à vélo ou à pied et 2,9 % n'ont pas besoin de transport (travail au domicile).

## Culture locale et patrimoine

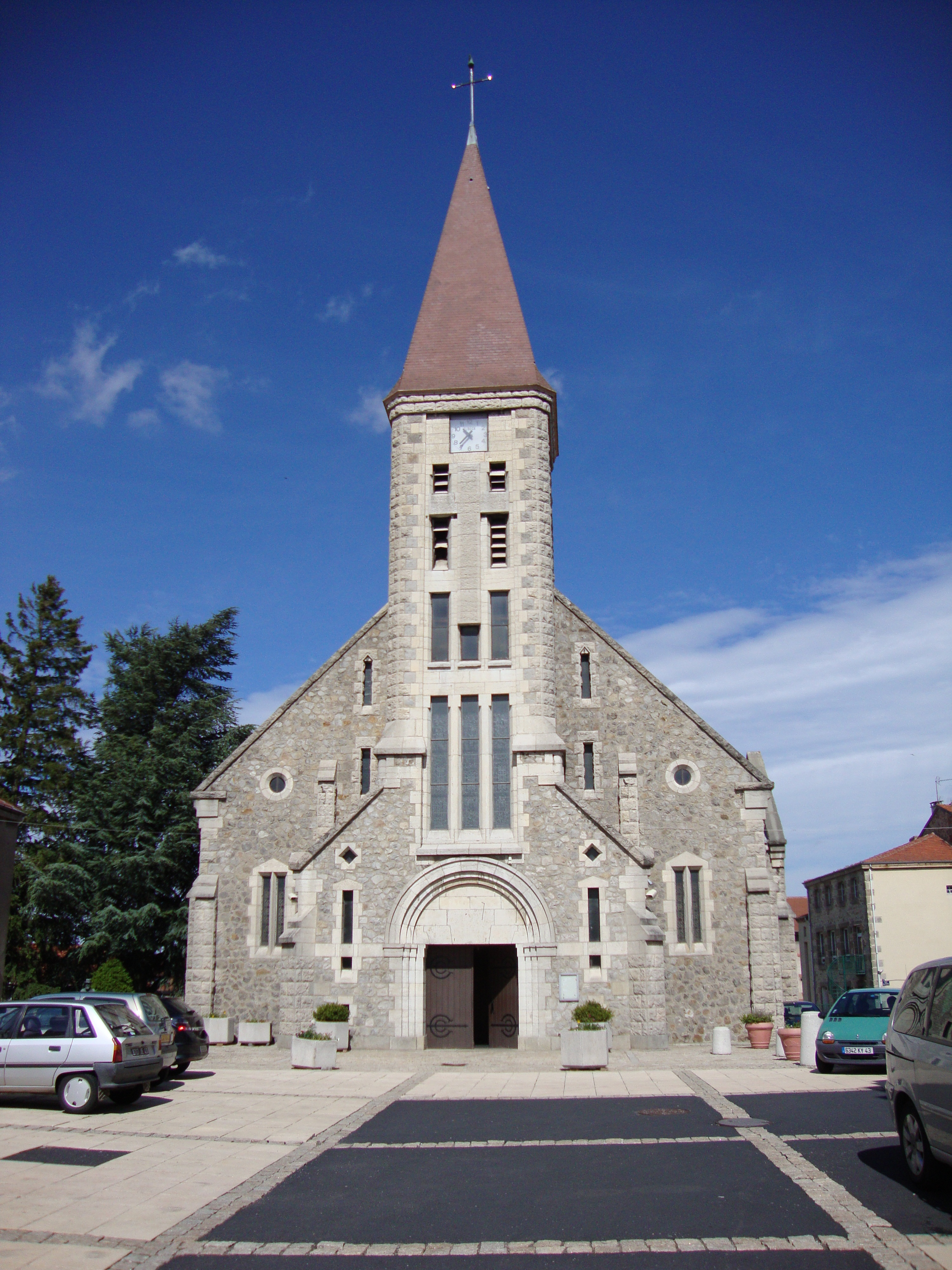
Église de Saint-Just-Malmont.

### Lieux et monuments
- Église Saint-Just ;
- Le site de la pierre Saint-Martin est sur les lieux de passage des transhumances[30].

### Personnalités liées à la commune
- Jean-Baptiste de Lagrevol, maire

### Héraldique
| Armes | Les armes de Saint-Just-Malmont se blasonnent ainsi : De gueules à deux bandes d'or accompagnées d'une navette du même en abîme, au chef cousu d'azur chargé d'un sapin accosté de deux gerbes de blé, le tout d'or. |